# Rhytidoponera aurata
Rhytidoponera aurata is een mierensoort uit de onderfamilie van de Ectatomminae. De wetenschappelijke naam van de soort is voor het eerst geldig gepubliceerd in 1861 door Roger.